# Космынино (посёлок)
Космы́нино — посёлок в Нерехтском районе Костромской области (до 2004 — посёлок городского типа). Входит в состав Воскресенского сельского поселения.

## История
На рубеже XIX и XX веков, после завершения строительства железной дороги Москва — Кострома, прошедшей по насыпи через обширное Космынинское болото, здесь появилась возможность промышленного освоения торфяников. Этим воспользовался Горбунов — владелец текстильных фабрик города Середа (ныне Фурманов). Кустарная добыча торфа жителями окрестных деревень им была заменена машинной, построена станция Космынино. Начата добыча на участках Центральное, Низкое и Чистое. Немного позже открыты более удалённые участки Высокое и Зорино. В бараках участков селились рабочие из разных уголков Российской империи, но особенно много их было из Вологодской губернии. Добыча торфа осуществлялась только в тёплое время года, поэтому большинство бараков было дощатых и неотапливаемых. Часть бараков строилась утеплёнными из брёвен и предназначалась для сотрудников, занимающихся погрузкой добытого торфа, которая велась круглогодично. Управляющему и бухгалтеру были построены дома усадебного типа (сохранились — находятся на улице Ленина). На всех участках функционировали столовые.
В марте 2004 года одновременно с приобретением сельского статуса посёлок стал административным центром новообразованного Космынинского сельсовета. В результате реорганизации административно-территориального устройства Костромской области в октябре 2009 года Космынино вместе с поселением вошло в состав Воскресенского сельского поселения.

## Население
| Численность населения | Численность населения | Численность населения | Численность населения | Численность населения | Численность населения |
| 1959                  | 1970                  | 1979                  | 1989                  | 2007                  |                       |
| --------------------- | --------------------- | --------------------- | --------------------- | --------------------- | --------------------- |
| 3772                  | 2901                  | 2382                  | 2237                  | 1939                  |                       |

| 2002 | 2008  | 2010  | 2014  |
| ---- | ----- | ----- | ----- |
| 1714 | ↗1965 | ↘1532 | ↗1828 |

## Инфраструктура
Газифицировано, водопровод из артезианских скважин.